# Siège de Numance
Pour l’article homonyme, voir Le Siège de Numance.
Guerres celtibères

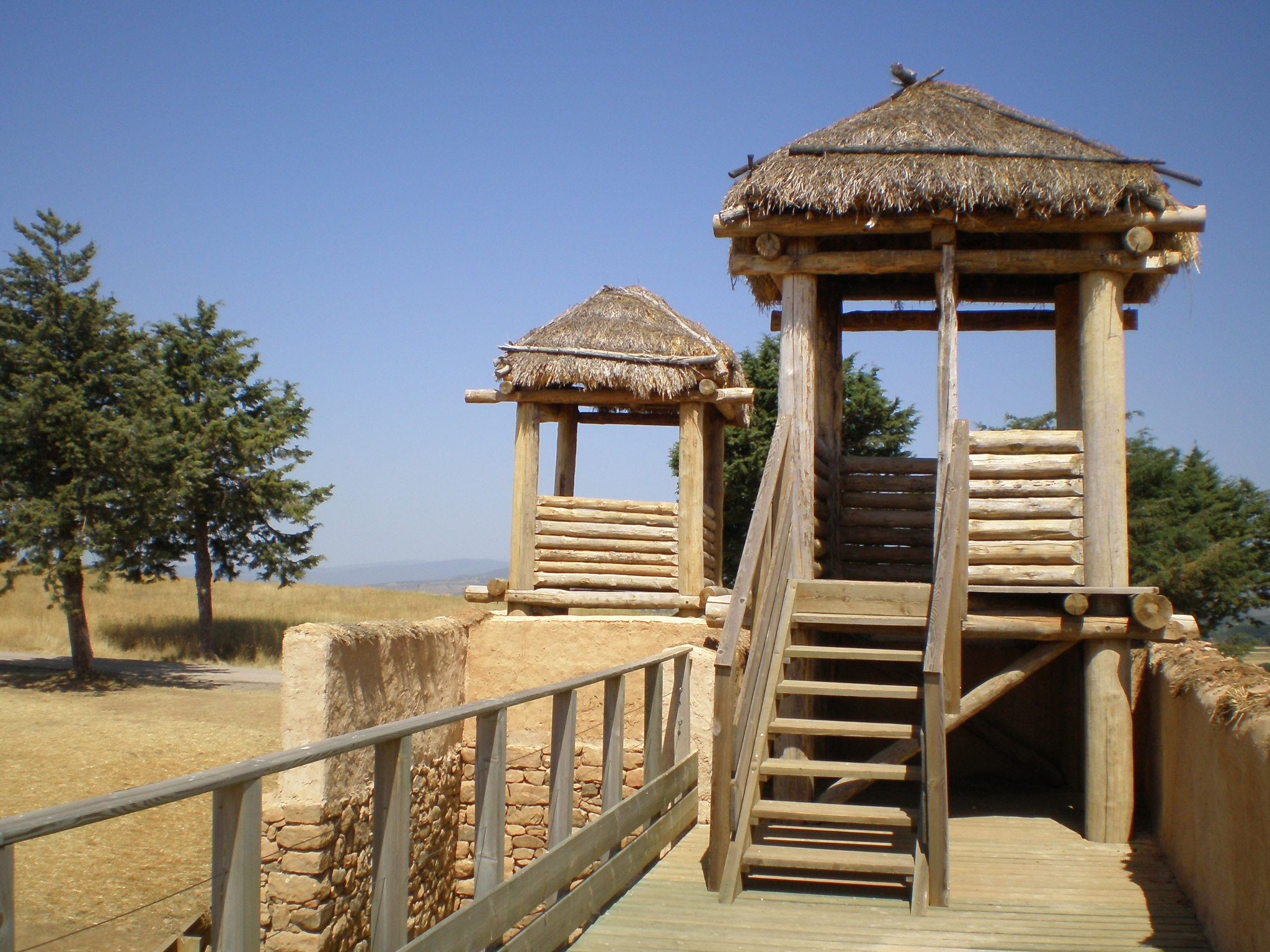
Reconstitution des fortifications de Numance.

L'oppidum celtibère de Numance a été attaqué à plusieurs reprises par les Romains, mais le siège de Numance se réfère à l'aboutissement et la pacification de la longue guerre de Numance entre les forces de la République romaine et celles de la population autochtone de l'Hispanie citérieure.
La guerre de Numance est la troisième des guerres celtibères. Elle éclate en 143 av. J-.C. Une décennie plus tard, en 133, le général romain et héros de la troisième guerre punique Scipion Émilien prend Numance.

## Déroulement
L'historien grec Appien, dans son livre sur l'Ibérienous, en fait un récit assez détaillé.

Fin 135, le Sénat romain nomme de nouveau Scipion consul, sur demande populaire, et l'envoie en Hispanie. 
LXXXIV. À Rome, excédé des Numantins (car la guerre s'était avérée longue et difficile contrairement à ce que l'on attendait), le peuple élut une nouvelle fois consul l'homme qui avait pris Carthage, Cornelius Scipion, dans la pensée qu'il était le seul capable de venir à bout de Numance. (...). C'est ainsi que Scipion, investi une nouvelle fois du consulat, se hâta vers Numance. Toutefois, il ne reçut pas de conscrits pour son armée, car de nombreuses guerres étaient en cours et quantité de soldats se trouvaient en Ibérie. Mais il emmena avec lui un certain nombre de volontaires (que des cités et des rois, pour lui complaire personnellement, lui envoyèrent avec l'accord du Sénat), ainsi que cinq cents Romains pris parmi ses clients et ses amis, dont il forma un escadron qu'il nommait "Escadron des Amis". Cela fit au total environ quatre mille hommes, et il confia à son neveu Buteo le soin de les conduire, tandis que lui-même, prenant les devants avec une petite escorte, rejoignait le camp romain en Ibérie.

APPIEN, l'Ibérique LXXXIV, 363-365 (trad. P. Goukowsky)
Scipion trouve le moral des troupes stationnées dans la péninsule Ibérique faible et décide de rétablir une discipline stricte. Par exemple il supprime tout luxe superflu, interdit les prostituées, les devins, rétablit une nourriture de soldats, interdit de prendre ses repas sur des lits de tables, interdit aux fantassins de s'installer sur le dos des mulets pendant les marches car disait-il "qu'attendre à la guerre d'un homme qui n'est même pas capable de marcher ?".
LXXXVI. Cependant, malgré cette reprise en main, il n'osait pas faire la guerre avant d'avoir entrainé ses hommes par de nombreuses épreuves d'endurance. Parcourant donc toutes les plaines du proche voisinage, chaque jour il élevait un nouveau camp pour le détruire ensuite, il faisait creuser, puis abattre, de hauts remparts, surveillant tout en personne depuis l'aurore jusqu'au soir. Dans les marches, afin que l'on ne s'égaille plus comme par le passé, il conduisait toujours ses hommes formés en carré, et il n'était permis à personne d’échanger contre un autre le poste qui lui avait été assigné. Circulant le long de la colonne et fermant souvent la marche, il faisait monter les malades sur les chevaux à la place des cavaliers et partageait entre les fantassins les charges accablaient les mules. Chaque fois qu'il faisait halte, il fallait que, dès la fin de la marche, les soldats qui avaient été ce jour-là en avant-garde prissent leurs factions autour du retranchement, tandis qu'un autre détachement, formé de cavaliers, battait les alentours. Le reste de l'armée s'était partagé le travail : il avait été prescrit aux uns de creuser les fossés, à d'autres d'élever le remparts, à d'autres encore de dresser des tentes, et un temps limité leur était fixé pour chaque opération.

APPIEN, L'ibérique LXXXVI, 372-374 (trad. P. Goukowsky)
Les troupes ayant été durement formées et sentant l'armée devenue prompte à l'action, Scipion décide de se déplacer vers Numance. Son armée, comptant selon Appien, alliés et indigènes compris, environ 60.000 hommes.

## Siège
Après plusieurs escarmouches Scipion arriva sur le territoire de Numance pour y prendre ses quartiers d'hivers. Là, il fut rejoint par Jugurtha, le petit-fils de Massinissa, arrivé d'Afrique avec douze éléphants et leur escorte ordinaire d'archers et de frondeurs. 
XC. Ayant établi peu après deux camps à proximité immédiate de Numance, il confia l'un à son frère Maximus, tandis que lui-même prenait le commandement de l'autre. Les Numantins avaient beau se ranger fréquemment en bataille et lui offrir le combat, il n'en tenait aucun compte : il désapprouvait l'idée d'affronter des hommes qui se battaient avec le courage du désespoir et préférait les réduire par la faim après les avoir enfermés dans la ville. Quand il eut édifié sept forts autour de Numance, un siège <...> après avoir fixé par écrit à chacun combien de travailleurs il devait envoyer. Quand ceux-ci arrivèrent, il les répartit en plusieurs brigades et il divisa également sa propre armée. puis, après avoir nommé un chef à la tête de chaque brigade, il leur ordonna d'entourer la ville d'un fossé et d'un retranchement. Le périmètre de Nuamnce elle-même était de vingt-quatre stades (4,5 km), celui du retranchement faisait le double, et Scipion avait entièrement réparti ce dernier entre les diverses brigades. Il leur avait été prescrit, chaque fois que l'ennemi les gênerait en quoi que ce fût, d'élever en l'air un signal (le jour une bannière écarlate fixée à l'extrémité d'une longue lance, la nuit un fanal), afin que Maximus et lui-même accourussent au secours de ceux qui réclamaient assistance. Quand tout se trouva achevé et qu'il fut en mesure de repousser convenablement toute tentative de harcèlement, il creusa un second fossé en avant du premier et à faible distance de celui-ci. Il l'entoura d'une palissade et éleva un rempart qui avait huit pieds d'épaisseur (2,36 m) et dix (2,93 m) de hauteur, sans compter le parapet. Sur tout le périmètre, des tours avaient été disposées de plèthre en plèthre. Et comme il ne lui était pas possible d'élever un rempart autour de l'étang adjacent, il l'entoura d'une levée de terre de même épaisseur et de même hauteur que le rempart, afin qu'il en tint lieu.

APPIEN, L'ibérique XC, 392-397 (Trad. P. Goukowsky)
Comme Cesar un siècle plus tard à Alesia, Scipion Emilien construit une enceinte encerclant la ville pour réduire les défenseurs par la faim. 
XCII. Quand tout fut prêt et que l'on eut mis en batterie sur les tours les catapultes lançant des traits et des boulets, quand on eut disposé le long de la courtine pierres, traits et javelots, quand archers et frondeurs eurent occupé les forts, Scipion disposa à intervalles rapprochés, le long de toute la ligne de fortification des messagers qui devaient de jour et de nuit, en transmettant de l'un à l'autre les nouvelles, le mettre au courant de ce qui se passait. Il ordonna d'autre part que toutes les fois qu'il se produisait quelque chose, dans chaque tour un signal fut élevé en l'air, en commençant par celle qui était en difficulté, et que toutes les autres élevassent le même signal, chaque fois qu'elles verraient que l'une d'entre elles avait commencé, afin que lui)même apprit rapidement par le signal l'existence d'un incident et sa nature exact par les messagers. L'armée, alliés indigènes compris, comptant environ soixante mille hommes, la moitié avait reçu l'ordre de monter la garde au rempart et de se transporter là où il le faudrait, vingt mille hommes devaient combattre sur le rempart à chaque fois que le besoin s'en faisait sentir, et dix mille autres se tenir en réserve, prêts à les soutenir. A chacune de ces unités un secteur avait été assigné, et il n'était pas permis aux soldats de se porter à un autre endroit sans son ordre; mais ils s'élançaient vers l'emplacement aussitôt que le signal d'une attaqué avait été élevé en l'air. APPIEN, L'Ibérique, XCII (trad. P. Goukowsky)
Les Numantins tentent plusieurs contre-attaques qui échouent toutes, jusqu'à ce que leur meilleur guerrier, Rhetogenes, accompagné de cinq de ses amis et de cinq esclaves, arrivent à traverser les lignes et vont chez les Arévaques en quête de secours. Ils ne les écoutèrent même pas et les renvoyèrent aussitôt car ils avaient peur. Ils vont ensuite à Loutia, une ville à une cinquantaine de kilomètres de Numance où ils sont reçus positivement par les jeunes, mais les anciens de la tribu les dénoncèrent secrètement à Scipion, qui se rend en urgence à Loutia, arrête les 400 jeunes Loutians et leur fait couper les mains. Après le retour de Scipion, éprouvés par les famine, les Numantins commencèrent les négociations.

Ils envoyèrent cinq hommes avec à leur tête un certain Avaros pour s'enquérir si Scipion les traiterait avec modération au cas où ils se rendraient. Les ambassadeurs envoyés par Numance demandèrent la liberté en échange de la reddition, mais Scipion qui s'était en effet informé de la situation intérieure auprès de prisonniers capturé, déclara "qu'ils devaient remettre leurs personnes entre ses mains et livrer la ville avec leurs armes". Appien raconte : 
Quand ces paroles eurent été rapportées aux Numantins, dont les colères avaient été jusqu'à ce jour terribles car ils jouissaient d'une liberté sans frein et n'étaient pas habitués à recevoir d'ordres, rendus alors plus sauvages encore par leurs malheurs qui avaient fait d'eux des bêtes féroces, ils mirent à mort Avaros et ses compagnons d'ambassade sous prétexte qu'ils étaient des messagers de malheur et n'avaient peut-être réglé auprès de Scipion que les conditions de leur propre sauvegarde.

APPIEN, L'Ibérique, XCV (trad. P. Goukowsky)

La ville s'obstine et refuse d'abandonner. La famine commence à se faire sentir et les habitants sombrent dans le cannibalisme.

XCVI. Peu après, comme toutes les nourritures comestibles s'étaient mises à manquer et n'ayant plus le moindre produit récolté, ni une tête de bétail, ni une pousse d'herbe, ils commençèrent par faire bouillir des peaux pour les sucer, comme font certains en temps de guerre en cas de nécessité. Puis, quand les peaux également leur manquèrent, ils dévorèrent de la chair humaine bouillie, tout d'abord celle des mourants, que l'on débitait dans les cuisines. Quand ils eurent fini avec ceux-ci, ils ne respectèrent plus les malades et les plus forts faisaient violence aux plus faibles. Aucune misère ne leur était épargnée : leur âme était devenue sauvage par la suite de leur alimentation, leur corps semblable à celui des bêtes féroces sous l'effet de la faim, de la maladie, de leur longue chevelure et de la durée du siège. C'est dans cet état qu'ils se rendirent à Scipion.

APPIEN, L'Ibérique, XCVI (trad. P. Goukowsky)
Scipion leur intima l'ordre d'apporter leurs armes et de se rendre le lendemain mais beaucoup d'entre eux tenaient encore à la liberté et ils demandèrent une journée supplémentaire pour préparer leur mort. 
XCVII (...) Pour commencer, se donnèrent la mort tous ceux qui le voulaient, chacun à sa manière. Les survivants sortirent le lendemain pour se rendre à l'emplacement donné, spectacle pénible et absolument monstrueux ! Leur corps, qu'ils n'avaient pas nettoyé n'était que poils, ongles et saleté, leur puanteur insupportable, et ils portaient sur eux une défroque crasseuse qui n'était pas moins puante. S'ils provoquaient pour ces raisons la pitié de l'ennemi, leur regard en revanche inspirait la crainte : en effet, ils regardaient encore les Romains dans le blanc des yeux, poussés par la colère, le chagrin, les épreuves, et la mauvaise conscience de s'être entre dévorés.

APPIEN, L'Ibérique, XCVII (trad. P. Goukowsky)
Scipion choisit cinquante d'entre eux pour son triomphe, vendit les autres et détruisit la ville à la fin de l'été 133.

## Héritage
Le siège de Numance a été remarqué par plusieurs historiens romains, qui admirent le sens de la liberté des anciens Ibères, et reconnaissent leurs aptitudes au combat contre les légions romaines.
Miguel de Cervantes a écrit une pièce de théâtre au sujet de l'événement, Le Siège de Numance (El Cerco de Numancia), qui est son œuvre la plus dramatique.
Plus récemment, Carlos Fuentes a publié une nouvelle à propos de l'événement, Les deux Numance (Las dos Numancias)..

## Sources
- A. E. Astin, Scipio Aemilianus. Oxford, Clarendon Press, 1967
- Paul K. Davis, Assiégé: 100 Grands Sièges de Jéricho à Sarajevo, Oxford University Press, 2001.
- P. Goukowski, Appien, Histoire Romaine, L'ibérique, tome II, livre VI, texte établi et traduit par P.G., C.U.F., Paris, Belles-Lettres, 1997, p. 135